# Prosthechea gilbertoi
Prosthechea gilbertoi là một loài thực vật có hoa trong họ Lan. Loài này được (Garay) W.E.Higgins miêu tả khoa học đầu tiên năm 1997.